# Dorothy Stratten
Dorothy Stratten, de son vrai nom Dorothy Hoogstraten, est une actrice et mannequin canadienne, née à  Vancouver le 28 février 1960 et morte à Los Angeles le 14 août 1980. Venant d'être élue Playmate de l'année 1980 du magazine Playboy, elle est surtout connue pour avoir été assassinée par son époux et manager, au moment où sa carrière d'actrice commençait à décoller. Son destin tragique a inspiré un long-métrage de cinéma et un téléfilm.

## Biographie
Dorothy Ruth Hoogstraten est née dans un hôpital de l'Armée du salut de Vancouver. Elle passe son enfance dans cette ville, puis part faire des études supérieures à Coquitlam.
Alors qu'elle travaille à temps partiel dans un fast-food de la chaîne Dairy Queen, elle est remarquée par Paul Snider (en), un imprésario de petite envergure, alors âgé de 26 ans. Ce dernier la persuade d'envoyer des photos au magazine Playboy. Sur le contrat d'engagement en tant que playmate, Dorothy, qui est mineure, imite la signature de sa mère.
En 1979, elle échoue à devenir la Playmate du 25e anniversaire, mais elle est choisie comme « miss août » du magazine sous le pseudonyme de « Dorothy Stratten ». La même année, elle commence à tenir des rôles au cinéma. Elle fait aussi plusieurs apparitions à la télévision américaine, entre autres dans des épisodes de L'Île fantastique  et Buck Rogers au XXVe siècle (La croisière sidérale / cruise ship to the stars) et The Tonight Show (1980).
En juin 1979, elle épouse Paul Snider à Las Vegas. Snider veut garder le contrôle sur la carrière de Dorothy Stratten, qu'il a lancée, mais elle ne peut supporter sa jalousie ; ils se séparent.
En 1980, elle est élue « Playmate de l'année 1980 ». Parmi les cadeaux qu'elle reçoit à cette occasion figure une automobile Jaguar XJS. Elle tient la vedette du film de science-fiction parodique Galaxina, qui sort en juin 1980, puis obtient un rôle dans Et tout le monde riait. Pendant le tournage de ce dernier film - son premier pour un studio important - elle a une liaison avec le réalisateur, Peter Bogdanovich.

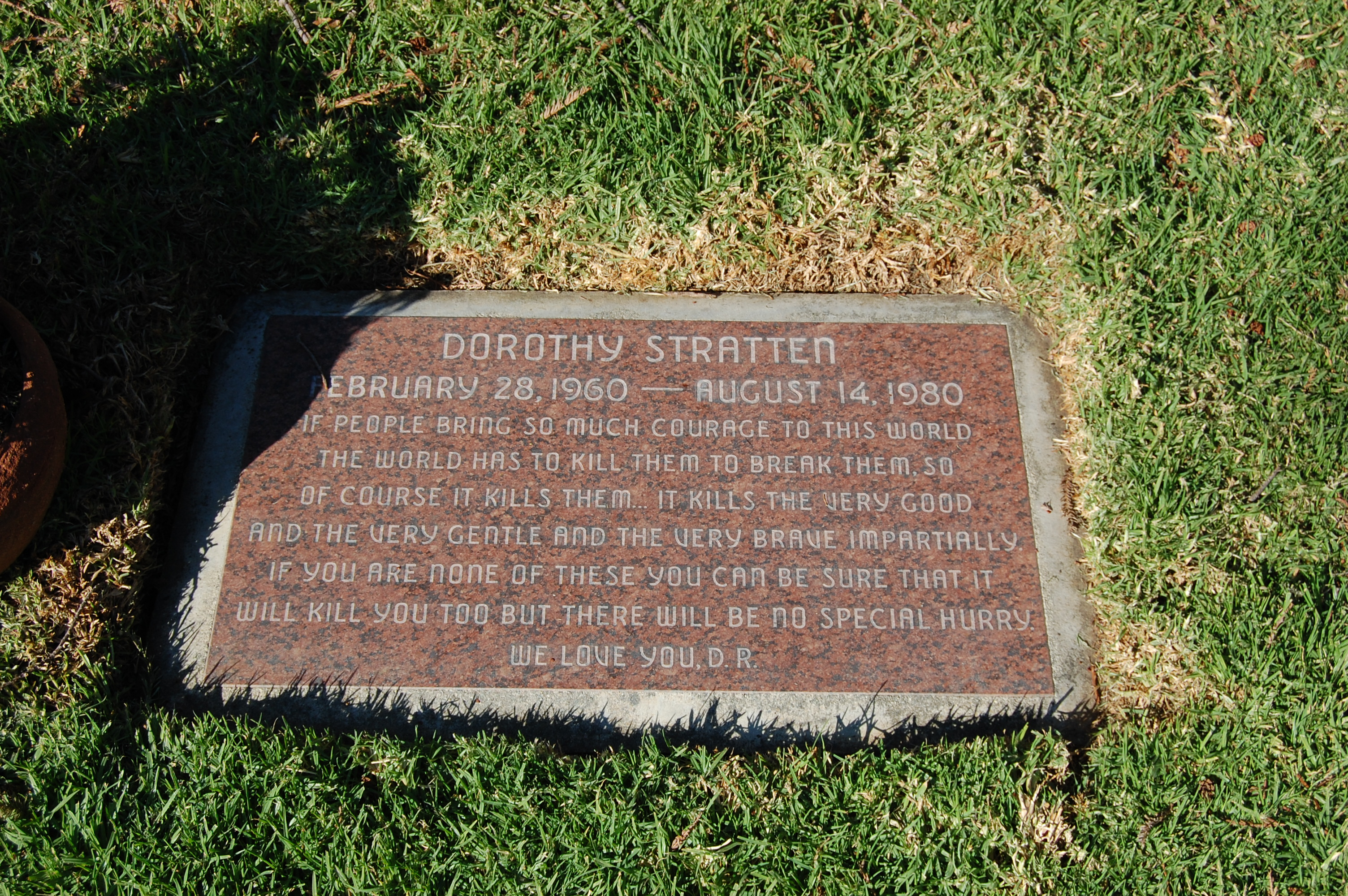
Sépulture de Dorothy Stratten, Brentwood, Californie.

En août 1980, Dorothy Stratten et Paul Snider entament une procédure de divorce. Le 14 août, Snider, qui reproche à Dorothy sa liaison avec Bogdanovich, retrouve son épouse dans son appartement de Los Angeles et la viole, puis la tue avant de se suicider.
L'histoire tragique de l'actrice a inspiré en 1981 le téléfilm Death of a Centerfold: The Dorothy Stratten Story, avec Jamie Lee Curtis dans le rôle de Dorothy Stratten, et en 1983 le film Star 80, où elle est interprétée par Mariel Hemingway.
Teresa Carpenter à reçu le prix Pulitzer de l'article de fond avec Death of a Playmate en 1981.
Peter Bogdanovich a consacré le livre The Killing of the Unicorn (La Mise à mort de la licorne) à l'histoire de Dorothy Stratten. En 1988, le réalisateur a épousé la sœur de Dorothy Stratten, Louise, dont il a divorcé en 2001.
La chanson The Best Was Yet to Come, sur l'album Cuts like a knife du rocker canadien Bryan Adams, est écrite en hommage à Dorothy Stratten.
Le peintre Axel Sanson la représente dans son tableau Eidolon, in loving memory of Dorothy Stratten, en 2015.

## Filmographie
Sauf indication contraire, les informations mentionnées dans cette section peuvent être confirmées par la base de données cinématographiques IMDb,  présente dans la section « Liens externes ».

### Cinéma
- 1979 :  Americathon (en) de Neal Israel : Bunny Playboy (non créditée)
- 1979 :  Skatetown, U.S.A. de William A. Levey : Fille du snack bar
- 1979 :  Autumn Born de Lloyd A. Simandl : Tara
- 1980 :  Galaxina de William Sachs : Galaxina
- 1981 : Et tout le monde riait (They All Laughed) de Peter Bogdanovich : Dolores Martin

### Télévision

#### Séries télévisées
- 1979 :  L'île fantastique (Fantasy Island) : Mickey (saison 3, épisode 11)
- 1979 :  Buck Rogers (Buck Rogers in the 25th Century) : Miss Cosmos (saison 1, épisode 13)[6]